# Erico Constantino da Silva
Erico Constantino da Silva (sinh ngày 20 tháng 7 năm 1989), thường gọi Erico, là một cầu thủ bóng đá người Brasil thi đấu ở vị trí trung vệ cho Astra Giurgiu. Anh em sinh đôi của anh, Élton Constantino da Silva cũng là một cầu thủ bóng đá.